# Championnat d'Italie de football de deuxième division 1998-1999
Navigation
Édition précédente Édition suivante
La saison 1998-1999 de Serie B, organisée par la Lega Calcio pour la cinquante-troisième fois, est la 67e édition du championnat de deuxième division en Italie. Les quatre premiers sont promus directement en Serie A et les quatre derniers sont relégués en Serie C.
À l'issue de la saison, le Hellas Vérone termine à la première place et monte en Serie A 1999-2000 (1re division), accompagné par le vice-champion Torino FC, le troisième US Lecce et le quatrième Reggina Calcio. 

## Compétition
Le classement est établi sur le barème de points suivant :
- Victoire : 3 points
- Match nul : 1 points
- Défaite, forfait ou abandon du match : 0 point

### Classement
| Rang | Équipe             | Pts | J  | G  | N  | P  | Bp | Bc | Diff |
| ---- | ------------------ | --- | -- | -- | -- | -- | -- | -- | ---- |
| 1    | Hellas Vérone      | 66  | 38 | 18 | 12 | 8  | 60 | 38 | +22  |
| 2    | Torino FC          | 65  | 38 | 19 | 8  | 11 | 58 | 36 | +22  |
| 3    | US Lecce R         | 64  | 38 | 18 | 10 | 10 | 47 | 39 | +8   |
| 4    | Reggina Calcio     | 64  | 38 | 16 | 16 | 6  | 45 | 32 | +13  |
| 5    | Pescara Calcio     | 63  | 38 | 18 | 9  | 11 | 50 | 42 | +8   |
| 6    | Atalanta Bergame R | 61  | 38 | 14 | 19 | 5  | 44 | 27 | +17  |
| 7    | Brescia Calcio R   | 56  | 38 | 14 | 14 | 10 | 44 | 33 | +11  |
| 8    | Trévise FBC 1993   | 56  | 38 | 14 | 14 | 10 | 52 | 42 | +10  |
| 9    | SSC Naples R       | 51  | 38 | 12 | 15 | 11 | 41 | 38 | +3   |
| 10   | US Ravenne         | 51  | 38 | 13 | 12 | 13 | 47 | 51 | -4   |
| 11   | Chievo Vérone      | 48  | 38 | 11 | 15 | 12 | 37 | 40 | -3   |
| 12   | Genoa CFC          | 46  | 38 | 10 | 16 | 12 | 53 | 53 | 0    |
| 13   | AC Cesena P        | 45  | 38 | 10 | 15 | 13 | 37 | 41 | -4   |
| 14   | Ternana Calcio P   | 45  | 38 | 10 | 15 | 13 | 39 | 50 | -11  |
| 15   | Monza Calcio       | 45  | 38 | 10 | 15 | 13 | 32 | 38 | -6   |
| 16   | Cosenza Calcio P   | 43  | 38 | 11 | 10 | 17 | 41 | 53 | -12  |
| 17   | AC Reggiana        | 41  | 38 | 9  | 14 | 15 | 40 | 49 | -9   |
| 18   | Fidelis Andria     | 40  | 38 | 9  | 13 | 16 | 33 | 49 | -16  |
| 19   | AS Lucchese        | 37  | 38 | 8  | 13 | 17 | 35 | 45 | -10  |
| 20   | US Cremonese P     | 20  | 38 | 3  | 11 | 24 | 30 | 69 | -39  |

|  | Promotion en Serie A                        |
|  | Relégation en Serie C                       |
|  | P : Promu de Serie C R : Relégué de Serie A |